# Gakuen Utopia Manabi Straight!
Gakuen Utopia Manabi Straight! (がくえんゆーとぴあ まなびストレート! Gakuen Yūtopia Manabi Sutorēto!?, más conocido como Manabi Straight!) es un manga japonés, situado en un futuro ficticio y centrado en las vidas de un grupo de chicas de secundaria. El manga fue creado por el estudio de animación Ufotable e ilustrado por el Mangaka japonés Tartan Check. El manga fue serializado en la revista japonesa Dengeki Daioh, publicado por MediaWorks, entre el 1 de diciembre de 2005 y el 21 de diciembre de 2007. Una serie de anime de doce episodios fue transmitido por TV Tokyo el 8 de enero de 2007, el cual fue complementado con un episodio extra lanzado exclusivamente en DVD el 10 de octubre de 2007. Una novela visual basada en la serie desarrollada por Marvelous Interactive para la plataforma PlayStation 2, fue lanzada en Japón el 29 de marzo de 2007.

## Argumento
Manabi Straight! cuenta las vivencias de un grupo de jóvenes estudiantes de secundaria en el año 2035, donde asisten a la escuela para chicas llamada Secundaria Privada Seioh (私立聖桜学園 Shiritsu Seiō Gakuen?). Dado que la tasa de natalidad ha caído drásticamente, las escuelas están siendo cerradas debido a la baja cantidad de alumnos para enseñar.
La historia comienza cuando la protagonista principal, Manami Amamiya, es transferida a la Secundaria Seioh. Manami es una chica activa con una personalidad positiva, que usualmente grita su lema personal Massugu Go! (まっすぐ Go! lit. ¡Ve hacia adelante!?) para motivarse a sí misma a avanzar en la vida. A pesar de que falta un día para su transferencia, Manami decide ir a Seioh para presenciar la cuadragésimo quinta competencia de nado donde cuatro miembros de seis clases distintas participan en una carrera de relevos unos contra otros. Camino a la escuela, Manami, o Manabi como prefiere que la llamen, se encuentra con Mika Inamori, una tímida estudiante de Seioh quien supuestamente iba a participar en la competencia de nado, a pesar de no saber nadar. Después de un viaje intenso juntas en el scooter del futuro de Manami, terminan chocando contra una cerca y cayendo en la pileta. Debido a la incapacidad de Mika para nadar, Manami intenta ayudarla, aunque no es de mucha ayuda dado que ella tampoco sabe nadar. Al día siguiente durante la reunión liderada por el consejo estudiantil frente a toda la escuela, Mika, la única miembro del consejo estudiantil y secretaria de sí misma, intenta convencer a los estudiantes de unirse al consejo estudiantil, pero se encuentra inicialmente con un público apático. De pronto, Manami irrumpe por las puertas del auditorio subida a su scooter solo para ser reprendida por la interrupción. Manami muestra interés en convertirse la presidenta del consejo estudiantil, pero como es nueva y ya ha causado problemas dos veces, la directora no está convencida de dejar a Manami volverse presidenta. Para demostrarle a la escuela cuanto quiere liderar el cuerpo estudiantil, Manami comienza a cantar el himno de Seioh que escuchó por primera vez el día anterior. Al final de la canción, Manami es presentada como la presidenta del consejo estudiantil y recibida con los brazos abiertos por toda la escuela.
La historia continua con Manami, Mika, y otras tres compañeras de clase llamadas Mutsuki Uehara, Mei Etoh, and Momoha Odori, trabajando en asuntos del consejo estudiantil, a pesar de que inicialmente solo Manami y Mika son miembros oficiales. Luego de remodelar el cuarto del consejo de estudiantes, Manami y sus amigas comienzan a planear el festival estudiantil de Seioh.

## Personajes
Manami Amamiya (天宮 学美 Amamiya Manami?)
 Seiyū: Yui Horie
Manami, también conocida como "Manabi" (まなび?), tiene una personalidad muy activa y se esfuerza al máximo en todo lo que hace. Es principalmente debido a su personalidad animada que otras estudiantes comienzan a vivir más vigorosamente, en contraste con la vida monótona que llevaban antes de que ella llegara. Luego de ser transferida a la Secundaria Privada Seioh, se convierte en la presidenta del consejo estudiantil y comienza a transformar las vidas de las estudiantes de la escuela. Una de las primeras decisiones es limpiar y remodelar el cuarto del consejo estudiantil, para transformarlo en una especie de café donde cualquier estudiante puede ir y relajarse. Esto provoca la colaboración de muchos clubes de la escuela, lo cual ayuda a fomentar lazos de unión entre las estudiantes, y el trabajo en equipo.
A pesar de su entusiasmo por convertirse en presidenta del consejo estudiantil, pronto Manami muestra una incapacidad para dirigir una mera reunión del consejo estudiantil. Por eso Manami depende de sus amigas para que la ayuden a con los proyectos que quiere poner en marcha para mejorar el vida en la escuela, mientras simultáneamente les da a sus amigas la motivación que necesitan para continuar trabajando en el consejo estudiantil.
Mika Inamori (稲森 光香 Inamori Mika?)
 Seiyū: Ai Nonaka
Mika, también conocida como "Mikan" (みかん?), es una chica tímida y torpe la cual está constantemente cayéndose y chocándose con cosas. Como hija única, tomó ventaja de su posición y ha sido malcriada por sus padres. Luego de conocer a Manami, Mika se vuelve muy apegada a ella. Al comienzo era la única miembro del consejo estudiantil, tomando la posición de secretaria, y luego se unió Manami como presidenta. Inicialmente no está segura de como lidiar con el extraño entusiasmo de Manami, y como trabajar con ella dentro del consejo estudiantil. A medida que pasa el tiempo, Mika comienza a contagiarse del entusiasmo de Manami, mientras la asiste en sus planes para cambiar las vidas de las estudiantes en la secundaria Seioh. Mika es la menos madura de las cinco protagonistas principales, a tal punto, que está convencida de que unos duendes terminaron el video promocional para el festival de la escuela, mientras ella, Manami, y Mutsuki, estaban durmiendo.
Mutsuki Uehara (上原 むつき Uehara Mutsuki?)
 Seiyū: Marina Inoue
Mutsuki, también conocida como "Mucchii" (むっちー?), es una atleta excepcional cuya reputación la precede. En efecto, los clubes de deportes de la escuela la han invitado a participar en varias actividades como miembro honorífica. Por no decepcionarlas , Mutsuki termina participando en una infinidad de actividades relacionadas con los clubes de deportes además del trabajo que realiza para el consejo estudiantil, aunque al comienzo no es una miembro oficial. Tiene una personalidad machona, usualmente golpea a Mei en la espalda de manera brusca y lleva un corte de cabello muy corto para una chica. Las maneras de Mutsuki tampoco son femeninas y su voz es más grave que la típica voz de una chica de su edad.
Mutsuki conoce a Mei Etoh desde la escuela primaria y frecuentemente intenta de que participe con las otras protagonistas en las actividades en grupo, en lugar de distanciarse y hacer las cosas por su cuenta. Mutsuki fue la primera amiga de Mika cuando ingresó a la escuela. Ambas comparten una extraña amistad ya que tienen poco en común. Finalmente, Mutsuki es incorporada al consejo estudiantil en calidad de asistente.
Mei Etoh (衛藤 芽生 Etō Mei?)
 Seiyū: Aya Hirano
Mei, también conocida como "Mee-chan" (めぇちゃん?), aparenta ser una chica testaruda que tiende a ser emprendedora y competitiva a pesar de su naturaleza taciturna. Mei secretamente desea ser más amigable, pero se le dificulta expresar sus emociones. Esto es debido a un hecho que ocurrió en la escuela primaria, cuando ella fue elegida unánimemente como la representante de la clase. Al poco tiempo, los estudiantes de su clase comenzaron a faltar a sus deberes, relegando todas las tareas a Mei. Luego de ser tratada así por sus compañeras, Mei perdió la fe en las intenciones de las personas y se distanció de las mismas. Cuando es saludada por otras estudiantes, Mei no responde y solo sigue caminando, como si las ignorara, pero de hecho lo que sucede es que es demasiado tímida como para iniciar una conversación. Mei tiene muy poca tolerancia por las políticas de la escuela y ve los eventos escolares como una pérdida de tiempo. Mei y Mutsuki se conocen desde que eran niñas, aunque la actitud de Mei no lo demuestre.
Luego de intentar organizar el trabajo del consejo estudiantil, Mei se vuelve inadvertidamente involucrada con los primeros proyectos del consejo, como remodelar el cuarto del consejo estudiantil o ayudar a organizar el torneo inter-escolar de quemado. Mei finalmente se une al consejo estudiantil en calidad de tesorera.
Momoha Odori (小鳥 桃葉 Odori Momoha?)
 Seiyū: Saki Fujita
Momoha, también conocida como "Momo" (もも?), es una chica callada proveniente de una familia rica, que aparenta ser ociosa ya que suele dormirse en clase con frecuencia. No habla mucho, por lo cual no suele involucrarse directamente con los asuntos del consejo estudiantil. Es miembro del club de periodismo y el comité de transmisiones, que funcionan como medios de transmisión para las noticias de la escuela a través de notas impresas y entrevistas grabadas. Ella siempre está buscando cosas interesantes para reportar, por eso lleva su cámara digital a donde quiera que vaya. Su pasatiempo es grabar los eventos del consejo estudiantil que involucran a Manami y sus amigas.
Shimojima (下嶋?)
 Seiyū: Takayasu Usui
Shimojima es uno de los profesores de la clase de Manami; Manami comenzó a llamarlo Shimojii (しもじー?) y al final las otras protagonistas hicieron lo mismo. Tiene una personalidad holgazana y autocrítica; una vez incluso asistió ebrio al trabajo. Pero a pesar de esto, muestra mucho interés en ayudar a Manami en su proyecto de volver más interesante la vida en la escuela, y lo demuestra donando dinero al consejo estudiantil y ayudando con el planeamiento del festival estudiantil.
Takako Kakuzawa (角沢 多佳子 Kakuzawa Takako?)
 Seiyū: Nami Kurokawa
Takako es la presidenta del consejo estudiantil de la escuela hermana de Seioh, Escuela Secundaria Aikoh (愛光学園 Aikō Gakuen?). Su escuela es mucho más organizada y tiene más fondos para asuntos escolares, tales como el festival estudiantil. Tiene una personalidad amable y solidaria, así como también habilidades de liderazgo, que la destacan como una presidenta del consejo estudiantil ejemplar.
Takefumi Amamiya (天宮 武文 Amamiya Takefumi?)
 Seiyū: Shinnosuke Tachibana
Takefumi es el hermano mayor de Manami y su único tutor; el paradero de sus padres es desconocido. En la casa, él está a cargo de la mayoría de las tareas domésticas ya que Manami tiene que asistir a la escuela. Ama mucho a su hermana y estuvo muy preocupado por ella una vez que, en contraste con su usual actitud desbordante de energía, se encontraba sumamente callada y deprimida. Tiene una relación con la super intendenta de Aikoh, Kyōko Kibukawa, una mujer ocho años mayor que el.

## Media

### Manga
El manga de Manabi Straight!, con historia por Ufotable e ilustrado por Tartan Check, fue serializado en la revista manga Japonesa Dengeki Daioh desde el 1 de diciembre de 2005 hasta el 21 de diciembre de 2007, publicado por MediaWorks. Un total de cuatro volúmenes recopilatorios fueron lanzados entre el 27 de mayo de 2006 y el 27 de febrero de 2008. El primer volumen contiene los primeros seis capítulos, que abarcan los eventos de los dos primeros episodios del anime.

No hay diferencias significativas entre el manga y el anime.

### Anime
El anime de Manabi Straight! comenzó a transmitirse en Japón el 8 de enero de 2007 por la cadena televisiva TV Tokyo; constó de doce episodios, finalizando el 26 de marzo de 2007. Un decimotercer episodio en formato OVA, fue lanzado el 10 de octubre de 2007.
Después de la emisión de todos los episodios, el director apareció en televisión, culpando a la piratería de internet de las bajas ventas en este anime (solo 2899 copias se vendieron)
El equipo de producción de Manabi Straight! tomó un nuevo camino en términos de dirección, removiendo la tradicional posición de director. En su lugar, un equipo de productores de estudio y directores de episodios llamado Team Manabibeya (チームまなび部屋 Chīmu Manabibeya?) compartió las tareas de dicho puesto, algo nunca antes hecho en una producción de animación.

#### Lista de episodios
| # | Título | Estreno               |
| --- | --- | --------------------- |
| 1 | «¡La extraterrestre Manami, aparece!» «Manami Seijin, Arawaru» (学美星人、あらわる)                              | 8 de enero de 2007    |
| Manami Amamiya se transfiere a la escuela para chicas Escuela Secundaria Privada Seioh y llega haciendo un alboroto. Pronto, Manami es elegida como la presidenta del consejo estudiantil, debido a su vigorosa personalidad. | |                       |
| 2 | «Ve hacia adelante» «Massugude Gō» (まっすぐでゴー)                                                              | 15 de enero de 2007   |
| Manami y Mika comienzan a limpiar el cuarto del consejo estudiantil pero luego de percatarse que solas no terminarían nunca, Mutsuki, Momoha, e incluso Mei ayudan a convertir el cuarto en un café donde las estudiantes de la escuela pueden pasar el tiempo. | |                       |
| 3 | «¡El lunes es demasiado tarde!» «Getsuyōbi ja Osoi Sugiru» (月曜日じゃ遅すぎる)                                  | 22 de enero de 2007   |
| En un esfuerzo por lograr que las demás escuelas trabajen juntas, Manami organiza un torneo inter escolar de quemado. Luego, cuando las presidentas del consejo estudiantil de cada una de las cinco escuelas se reúnen, comienzan a discutir que harán para sus respectivos festivales estudiantiles. Manami inicialmente se desalienta un poco, ya que no es capaz de aportar nada útil durante la discusión. | |                       |
| 4 | «El video de promoción Go» «Puromo de Gō no Kan» (プロモでゴーの巻)                                              | 29 de enero de 2007.  |
| El consejo estudiantil planea lanzar un video promocional liderado por Mei para fomentar el próximo festival estudiantil. Sin embargo, Mei pronto se hace a un lado del proyecto debido a un trauma de su pasado, que ocurrió cuando era representante de la clase en la escuela primaria, que la dejó emocionalmente herida. | |                       |
| 5 | «La noche de las dos» «Futarikkiri no, Yoru» (ふたりっきりの、夜)                                                | 5 de febrero de 2007  |
| A Manami le dan paperas y no puede asistir a la escuela por una semana. Mientras tanto, Mika trata de acercarse a Mei al mismo tiempo que intentan decidir el tema del próximo festival estudiantil, antes de que regrese Manami. | |                       |
| 6 | «Felicidad obtenida con azúcar de canela» «Shinamon Shugā Reizudo Hapinesu» (シナモンシュガーレイズド・ハピネス) | 12 de febrero de 2007 |
| Se aproximan las vacaciones de verano, lo que significa que antes hay que rendir exámenes. El consejo estudiantil trabaja duro para promover el festival y las preparaciones van mejor de lo esperado. La noche antes de su último examen, Mika va a la casa de Mutsuki con el pretexto de estudiar, pero ambas terminan saliendo a divertirse toda la noche. Al final de episodio, se puede ver que Mutsuki se ha unido al consejo estudiantil como asistente.                                                                 | |                       |
| 7 | «El fin del verano (Adiós-adiós)» «Natsu no Oshimai (Baibai)» (なつのおしまい(ばいばい))                         | 19 de febrero de 2007 |
| Es el último día de las vacaciones de verano, y el consejo estudiantil está trabajando muy duro para poder finalizar algunas de las preparaciones para el festival. Sin embargo, luego de trabajar en el proyecto durante tanto tiempo, el grupo ha perdido un poco la moral. La presidenta del consejo estudiantil de Aikoh, Takako Kakuzawa, visita Seioh para ver como van las preparaciones para el festival. | |                       |
| 8 | «¡Pelea! El consejo estudiantil de Seioh» «Tatakae Seiō Seitokai!» (たたかえ聖桜生徒会!)                         | 26 de febrero de 2007 |
| La directora de Seioh anuncia la fusión de Seioh y la Secundaria Aikoh, y la cancelación de la feria escolar de Seioh. Para intentar cambiar la decisión de la nueva administración, Manabi y el resto del consejo estudiantil comienzan a juntar firmas de gente que apoya la feria. Más tarde, Manabi vuelve a casa para encontrar a su hermano con su novia, Kyoko Kiyokawa, la super intendenta de la Escuela Secundaria Aikoh.                                                                                             | |                       |
| 9 | «Nuestra canción» «Watashitachi no Uta» (わたしたちのうた)                                                       | 5 de marzo de 2007    |
| El consejo estudiantil tiene una semana para conseguir suficientes firmas como para salvar el festival estudiantil, pero tienen serios problemas para conseguir siquiera una firma. Cuando todo parece perdido, Momoha se las arregla para tomar el cuarto de transmisión de la escuela y pasa un video del consejo estudiantil trabajando por mejorar la escuela. Aunque inicialmente no surte el efecto deseado, este acto sirve para vigorizar el espíritu del consejo estudiantil.                                          | |                       |
| 10 | «Amigas reunidas» «Tsudō Nakamatachi» (集う仲間たち)                                                             | 12 de marzo de 2007   |
| La fecha límite para entregar las firmas se aproxima, pero inesperadamente el reloj de la torre de reloj estalla, destruyendo el cuarto del consejo estudiantil con él. Cuando las cosas se ven desalentadoras, Shimojima le muestra a Manami y sus amigas la vieja y abandonada pensión para estudiantes de Seioh y comienzan a restaurarla para crear un nuevo cuarto del consejo estudiantil . Finalmente, más estudiantes comienzan a llegar y gracias a un gran trabajo en equipo dejan la pensión en óptimas condiciones. | |                       |
| 11 | «Nosotras también estamos mirando» «Watashi ni mo Mieru yo» (わたしにもみえるよ)                                 | 19 de marzo de 2007   |
| El festival estudiantil es aprobado luego de recibir 76% de firmas a favor de la realización del mismo, y toda la escuela se divierte con lo que será el último festival de Seioh. Aunque la mayor parte del día, el consejo estudiantil se mantiene alejado de los asuntos del festival, al final del día Manami canta una canción frente a toda la escuela. | |                       |
| 12 | «Los futuros color de cerezo» «Sakurairo no Miraitachi» (桜色の未来たち)                                         | 26 de marzo de 2007   |
| Han pasado dos años y las chicas están a punto de graduarse de la secundaria. Todas reflexionan sobre los pasados años en Seioh y esperan con ansias el futuro que les espera por delante. Mika decide ir a América luego de la graduación para estudiar en el exterior, y sus amigas van al aeropuerto a despedirla. | |                       |

#### OVA
| # | Título | Fecha de lanzamiento  |
| --- | --- | --------------------- |
| 1 | «¡Es verano! ¡Es Manabi! ¡Es un campo de entrenamiento!» «Natsu da! Manabi da! Kyōkagasshuku da!» (夏だ！まなびだ！強化合宿だ！) | 10 de octubre de 2007 |
| Este episodio se sitúa entre los episodios seis y siete de la serie. Manami y sus amigas juntan dinero para realizar un viaje en las vacaciones de verano, pero el día que parten, pasa una tormenta tan fuerte que no les deja más opción que cancelar sus planes. Como están empapadas, se quedan en un hotel local de un área rural durante la noche y al día siguiente regresan a sus casas. | |                       |

#### Música
Antes de la transmisión del anime, cinco mini álbumes correspondientes a cada una de las protagonistas fueron lanzados presentando a los personajes de Manami Amamiya, Mika Inamori, Mutsuki Uehara, Mei Etoh, and Momoha Odori, con canciones interpretadas por las seiyūs originales del anime. El 7 de febrero de 2007, fueron lanzados los temas de opening y ending, "A Happy Life" y "Lucky & Happy", en un sencillo cantados por Megumi Hayashibara y producido por King Records. Según Megumi Hayashibara, ella fue elegida para ser la voz de Manami Amamiya, pero en su lugar eligió cantar el opening y ending. Fue entonces cuando se decidió que Yui Horie tomaría el rol de Manami.

El 21 de febrero de 2007, la primera OST salió a la venta constando de dos CD: el primero con las canciones de fondo y el segundo con Remixes de las canciones incluidas en los miniálbumes de personaje. Luego, el 16 de mayo de 2007, la segunda OST fue lanzada constando también de dos CD: el primero con música de fondo, y el segundo con canciones originales interpretadas por las actrices de voz, de las cinco protagonistas de la serie.
El 21 de marzo de 2007, fue lanzado un sencillo titulado Seioh Gakuen Kōka Band, que cuenta con las dos canciones del capítulo once del anime, interpretadas por Yui Horie y Minori Chihara. El 4 de abril de 2007, fue lanzado un pequeño álbum llamado Miracle Straight!, conteniendo el opening y ending de la novela visual. Las canciones fueron interpretadas por las seiyū de las cinco protagonistas de la serie.

### Novela visual
Una novela visual desarrollada por Marvelous Interactive para la plataforma PlayStation 2 titulada Gakuen Utopia Manabi Straight! Kira Kira Happy Festa! (がくえんゆーとぴあ まなびストレート! キラキラ☆Happy Festa! Gakuen Yūtopia Manabi Sutorēto! Kira Kira☆Happy Festa!?) fue lanzada el 29 de marzo de 2007 como una edición limitada, al precio de ¥9,240. Esta edición incluía un drama CD de treinta minutos de duración y dos CD con música de fondo. La edición normal, a la venta el mismo día tenía un valor de ¥7,140.
La forma de juego consiste en que el jugador interactúe con el juego en puntos clave de la historia. Mientras que el juego consta de varios escenarios, el principal se desarrolla durante el festival de verano, para el cual Manami, necesita la cooperación y aprobación de la gente del pueblo con el fin de asegurar el éxito del evento. Manami y sus amigas deberán cumplir varias misiones, mientras trabajan y ayudan a la gente del pueblo, a prepararse para el festival. El sistema de juego incluye unos puntos llamados "Puntos de Empuje", que Manami puede usar para animar a sus amigas durante las variadas misiones.